# Психоанализа в Израел
Израел е държава създадена официално през 1947 година. Корените на психоанализата в страната обаче могат да се потърсят още три десетилетия преди създаването на самата държава.

## История
След Първата световна война световното статукво се променя и Палестина, която преди това е била в рамките на Османската империя преминава в ръцете на Великобритания. На 2 ноември 1917 година е подписана Балфурската декларация, съгласно която британците позволяват на евреите да се заселват по тези места, но същевременно трябва да се стремят да не нарушават правата на вече живеещите там общности. Създава се Британска ционистка комисия, в която е английският психоаналитик Давид Едер. Там той се опитва да създаде сътрудничество между евреи и араби. През 1920 година заедно с Дориан Фейгенбаум си сътрудничи с учители и педагози, използвайки психоаналитичната техника. През 1922 година Едер напуска Палестина в посока Великобритания, а Фейгенбаум заминава за Ню Йорк през 1924 година и с това активността свързана с психоанализата намалява. През октомври 1933 година Макс Айтингон емигрира от Германия в Палестина. Там основава около месец по-късно Палестинското психоаналитично общество заедно с Илия Шалит, Моше Вулф, Анна Смелянски, Гершон и Герда Барах, Вики Бен-Тал, Рут Яфе и други.
Усилията на Айтингон се насочват и в това да вкара психоанализата в местния университет, но властите решават, че е все още рано, тъй като дори няма катедра по психология, основана в университета. По това време Зигмунд Фройд е част от борда на управителите на Еврейския университет в Йерусалим и лично пише писмо до Юдая Магнес, ректора на университета, но това е неуспешно. В университета се основава катедра по психология начело на която застава Курт Левин. Все пак за значимостта на Фройд за психоанализата в Израел можем да се съди и по едно писмо на първия президент на Израел Хайм Вайцман, който пише на Ърнест Джоунс, че първите еврейски заселници, които идват от Галиция „носят в едната си ръка „Капиталът“, а в другата ръка „Тълкуване на сънищата“ на Фройд”. През 1934 се основава Палестински институт по психоанализа по модел на Берлинския също основан от Айтингон и поликлиника към него. Същата година в Палестина остава и Мартин Папенхайм лекар и асоцииран член на Виенското психоаналитично общество, който бяга от нацистите. Отделно се формират три психоаналитични групи в главните градове Тел Авив, Хайфа и Йерусалим. Айтингон става президент на обществото 1933 и е на този пост до смъртта си през 1943 година, а Шалит е негов секретар. След смъртта му на президентския пост застава Моше Вулф, друг руски евреин. През 1948 точно година след създаването на Израелq Палестинското общество се преименува на Израелско психоаналитично общество (Hachevra Hapsychoanalytit be Israel). Официалния език на който се говори в първите години е немския и понякога се е налагало анализите да се водят на два различни езика.
След като Вулф напуска поста през 1953 година за следващите 20 години на поста се сменят основателя на Израелските анали на психиатрията Хайнрих Виник и първия завършил студент от института Ерих Гумбел. В периода 1959-1964 година още един член на ВПО Маргит Херц-Хохенберг работи в Хайфа. През 50-те години Виник и Яфе застават начело на психиатрични клиники. Гумбел от своя страна създава тригодишна програма за психотерапия за неаналитици, която е активна към 2004 година. Сред живеещите в Израел е и виенския психоаналитик Берта Грюнспан, която живее в кибуца Ифат и е обучителен аналитик към обществото. Пак през 50-те се създава департамент по психиатрия към Медицинския университет в Йерусалим. Първите поканени професори да преподават са психоаналитиците от САЩ – Милтън Розенбаум, Джеймс Ман и Джорд Мор. През 60-те години в Ню Йорк се създава група от психоаналитици начело с Мортимър Остоу, която си сътрудничи с израелските си колеги и им помага финансово. Шмуел Голан и Шмуел Наглер сред израелските психоаналитици посвещават труда си на изучаването на системата на кибуците, като първия през 1959 година пише теории за развитието и обучението на децата основано на наблюдението в кибуците, а втория през 1963 обобщава клиничните си обобщения от наблюденията и работа с деца, живеещи в кибуци. През 60-те и 70-те години на Израел се налага да води няколко войни срещу своите съседи, което кара някои местни психоаналитици като Рафаел Мойсей и Гад Татмор да изследват подробно причините за бойния стрес, социалното насилие. Сред другите основни теми, които се изследват от психоаналитици като Хилел Клайн, Шамай Давидсон, Рафаел Мойсей, Дан Херц, Илани Коган, Шалом Робинсън, Мартин Ванх и Йоланда Гамбел е Холокоста, влиянието му върху оцелелите и техните деца. Към юли 1975 обществото наброява 30 пълни члена и 11 асоциирани членове.
Впоследствие се създава конференция на която се срещат немски и израелски психоаналитици. Връх на разцвета на израелската психоанализа е конгреса на Международната психоаналитична асоциация през 1977 година в Йерусалим, който е първият такъв проведен извън Европа. По това време се сбъдва и идеята на Айтингон и в местния университет се основава първата катедра по психоанализа не без усилията на Мартин Ванх. За първи ръководител на катедрата е назначен Джоузеф Сандлър, който през 1989 година става президент на Международната психоаналитична асоциация. След Сандлър на поста са Алберт Солнит и Шмуел Ерлих. Към 2004 година в Израелското психоаналитично общество членуват над 100 души.